# Auchentoshan

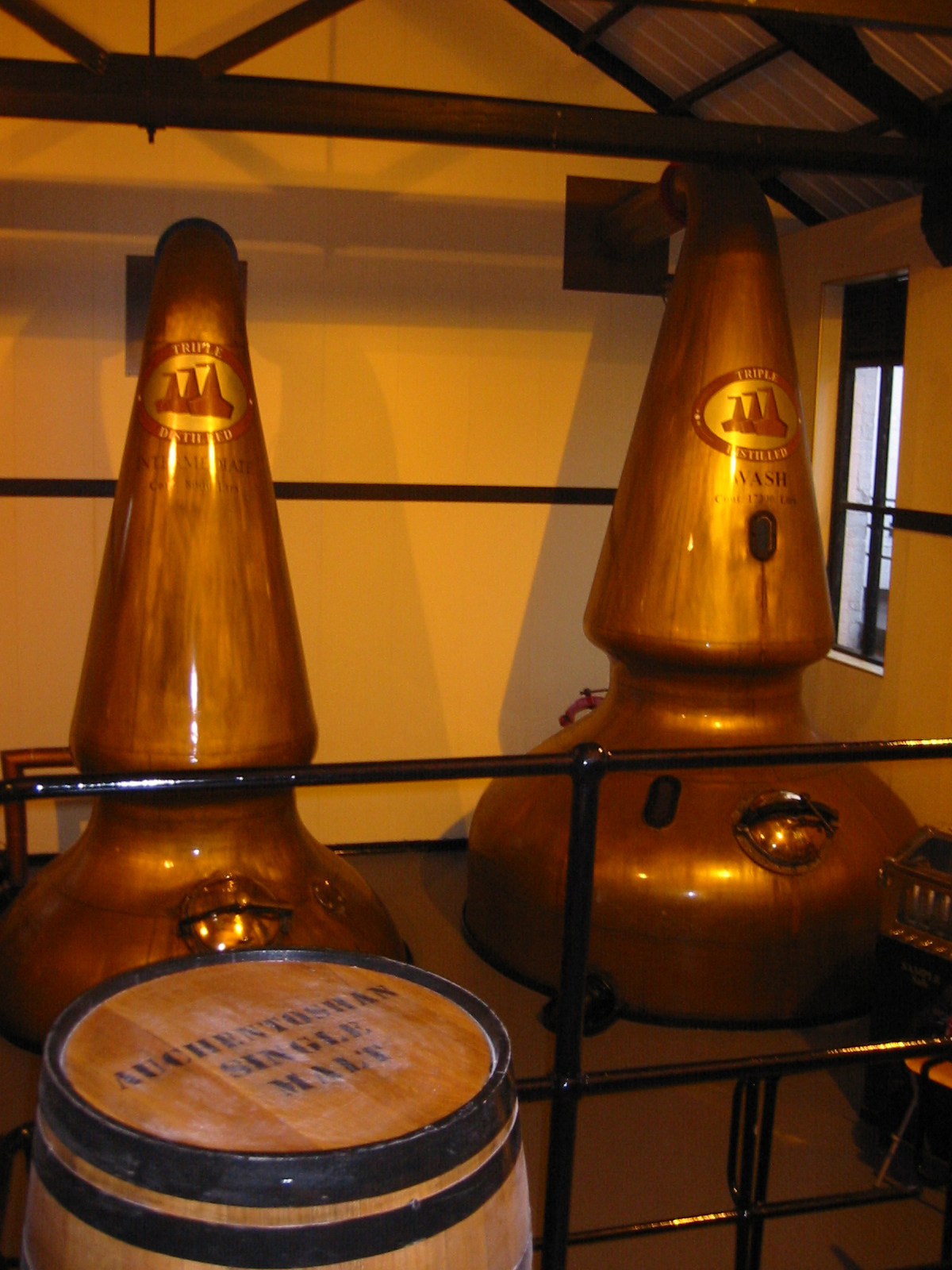
Destilleringsredskap i Auchentoshans destilleri

Auchentoshan Distillery strax norr om Glasgow grundades 1823 och ägs sedan 1984 av Morrison Bowmore Distillers limited, som förutom Auchentoshan även äger destillerierna Bowmore och Glen Garioch. Bolaget är i sin tur dotterbolag till det Japanska företaget Suntory.
Auchentoshan är en av få skotska single malt whisky som destilleras tre gånger i stället för två. Det är en ljus och lätt whisky av Låglandstyp.

## Externa länkar

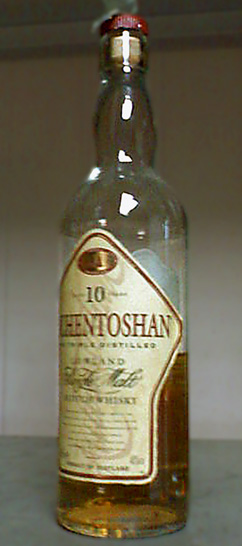
Auchetoshan flaska i en bar i Rom.